# Reimund Dietzen
Reimund Dietzen (Trier, 29 mei 1959) is een voormalig Duits wielrenner. Hij was beroepsrenner tussen 1982 en 1990. Naast wegwedstrijden nam Dietzen ook met succes deel aan veldritten. In beide disciplines was hij tweemaal kampioen van Duitsland. Dietzen reed lange tijd in Spaanse dienst en wist enkele malen hoog te eindigen in het eindklassement van de Vuelta. In de Ronde van Frankrijk kon hij echter nooit potten breken. Na een zware valpartij in de Ronde van Spanje in 1989 in een slecht verlichte tunnel moest hij zijn loopbaan beëindigen. Jaren later werd hem een schadevergoeding toegekend door de Spaanse rechter. Dietzen was van 2003 tot 2008 ploegleider bij Team Gerolsteiner.

## Palmares
1979
- Ziklokross Igorre

1982
- Veldrit Muhlenbach
- Trofeo Luis Puig

1983
- Ronde van Valencia
- etappe Catalaanse week

1984
- Nationaal kampioenschap op de weg, Elite
- Nationaal kampioenschap veldrijden, Elite
- 12e etappe Ronde van Spanje

1985
- Nationaal kampioenschap veldrijden, Elite

1986
- Nationaal kampioenschap veldrijden, Elite
- 12e etappe Ronde van Spanje
- 4e etappe Ronde van Murcia

1987
- Ronde van Rioja

1988
- Eindklassement Ronde van Castilië en León

1989
- 9e etappe Ronde van Spanje
- Catalaanse week

## Resultaten in voornaamste wedstrijden
| Jaar | Ronde van Italië | Ronde van Frankrijk | Ronde van Spanje |
| ---- | ---------------- | ------------------- | ---------------- |
| 1982 |                  | opgave              | 40e              |
| 1983 |                  |                     | opgave           |
| 1984 |                  | 64e                 | ↑ (1)            |
| 1985 |                  |                     | 7e               |
| 1986 |                  | opgave              | 4e (1)           |
| 1987 |                  | 90e                 | ↑                |
| 1988 |                  | 88e                 | ↑                |
| 1989 |                  |                     | opgave (1)       |

| Jaar | Milaan-San Remo |
| ---- | --------------- |
| 1982 |                 |
| 1983 |                 |
| 1984 |                 |
| 1985 | 47e             |
| 1986 |                 |
| 1987 |                 |
| 1988 |                 |
| 1989 |                 |